# Asa Butterfield
Asa Bopp Farr Butterfield (Islington, 1º aprile 1997) è un attore britannico noto come protagonista dei film Il bambino con il pigiama a righe, Hugo Cabret,  Ender's Game, Miss Peregrine - La casa dei ragazzi speciali, Lo spazio che ci unisce e Tata Matilda e il grande botto. È inoltre noto per il ruolo di Otis Milburn nella serie TV Netflix Sex Education.

## Biografia
Butterfield è nato a Islington, Londra, ed è il secondo figlio di Jacqueline Farr e Sam Butterfield. Ha un fratello maggiore, Morgan, una sorella, Loxie, e una sorellastra, Marlie, avuta dalla nuova relazione del padre. Ha preso il nome "Bopp" dopo che è passata la cometa Hale-Bopp il giorno della sua nascita.

### Carriera
Butterfield ha iniziato a recitare all'età di 7 anni il venerdì pomeriggio dopo la scuola al Young Actors Theatre di Islington. In seguito, ha ottenuto ruoli minori nel film del 2006 After Thomas e nel film del 2007, Son of Rambow - Il figlio di Rambo. Nel 2008, ha avuto un ruolo da ospite nel ruolo di Donny nella serie televisiva Ashes to Ashes.
Nello stesso anno, all'età di 10 anni, ha interpretato il ruolo principale in Il bambino con il pigiama a righe. Il regista Mark Herman ha detto di essersi imbattuto in Butterfield nelle prime fasi del processo di audizione. Era nel primo nastro di audizioni che aveva ricevuto ed era il terzo speranzoso che incontrava di persona. Herman pensava che la performance di Butterfield fosse eccezionale, ma decise di lanciarlo solo dopo aver ascoltato centinaia di altri ragazzi, "così da non lasciare nulla di intentato".
Il produttore David Heyman e il regista Mark Herman stavano cercando qualcuno che fosse in grado di ritrarre l'innocenza del personaggio principale, così hanno chiesto a ciascuno dei bambini cosa sapessero sull'Olocausto. La conoscenza di Butterfield era scarsa e fu volutamente tenuta così durante le riprese,  in modo che sarebbe stato più facile per lui trasmettere l'innocenza del suo personaggio. Le scene finali del film sono state girate solo alla fine del periodo di produzione per preparare sia lui che Jack Scanlon per il finale drammatico del film. Come ha superato centinaia di ragazzi per questo ruolo e ha anche superato con successo le audizioni per un ruolo in Mr. Nobody per il quale ha fatto un provino allo stesso tempo. Ha scelto di non accettare il secondo ruolo.
Nel 2008, Butterfield è apparso nell'episodio di The Beginning of the End di Merlin, interpretando Mordred. Butterfield è apparso come Mordred in un numero di episodi successivi; tuttavia il ruolo è stato modificato con il tempo, con Alexander Vlahos che interpreta Mordred come personaggio adulto.
Nel 2010, ha avuto una piccola parte in The Wolfman. Ha interpretato Norman Green all'età di 12 anni in Tata Matilda e il grande botto (2010), lavorando insieme a Emma Thompson. Il film e la sua performance hanno entrambi ricevuto recensioni positive. All'età di 13 ha interpretato il personaggio principale nel film di Martin Scorsese, Hugo Cabret, tratto dal romanzo La straordinaria invenzione di Hugo Cabret. Hugo Cabret è stato girato da giugno 2010 a gennaio 2011, è stato rilasciato il 23 novembre 2011 e ha raggiunto il successo di critica e di pubblico

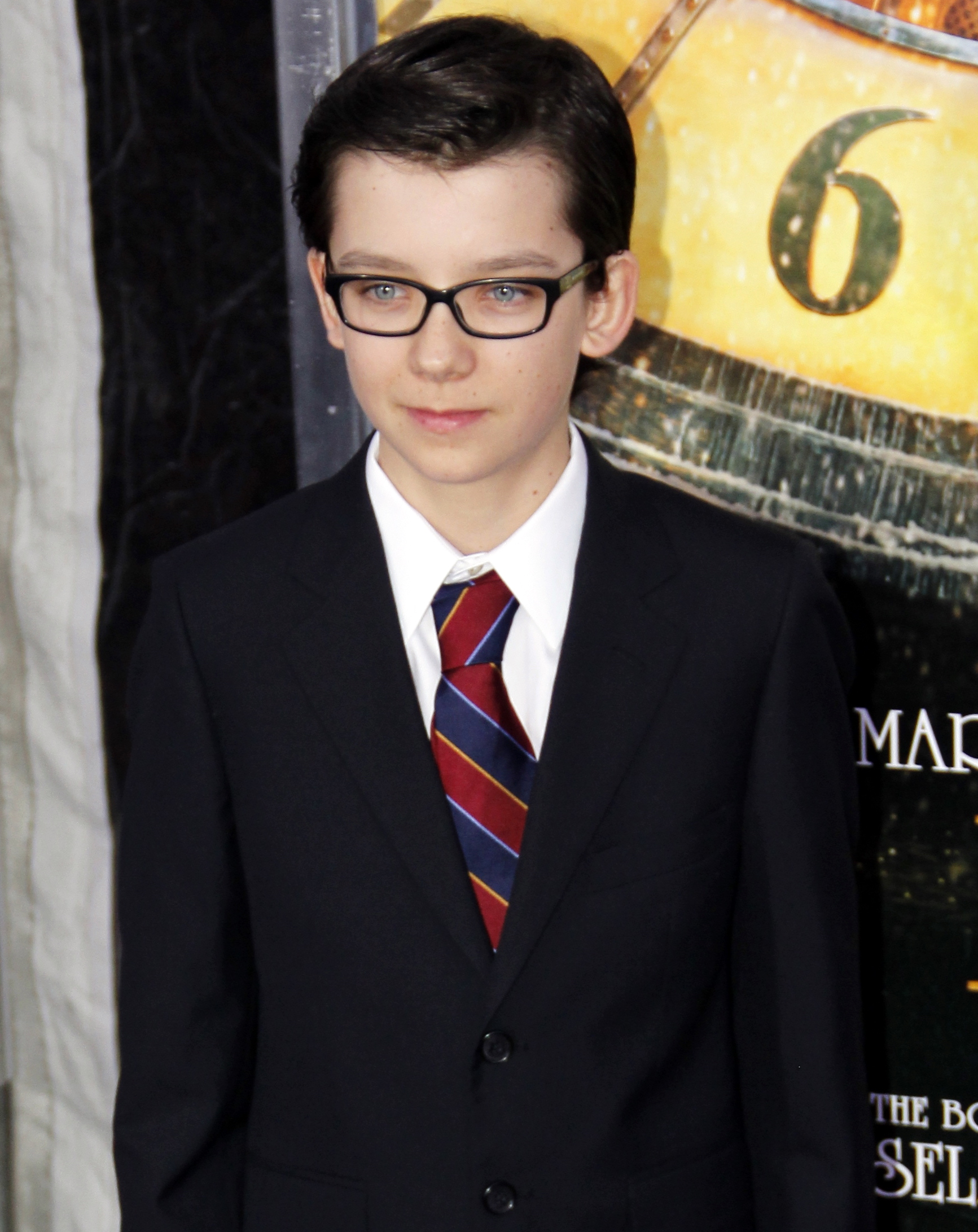
Asa Butterfield, all'età di 14 anni, durante première di Hugo Cabret a New York nel 2011.

Butterfield ha interpretato il ruolo di Andrew "Ender" Wiggin nella adattamento cinematografico di Orson Scott Card tratto dal romanzo Il gioco di Ender, insieme ad Hailee Steinfeld, Abigail Breslin, e Harrison Ford.  Le riprese del film sono terminate nella prima metà del 2012 ed è uscito nel 2013. Dopo le riprese di il gioco di Ender, Butterfield è stato scelto per il dramma britannico X+Y come Nathan Ellis, un matematico autistico selezionato per competere con altri bambini dotati in una squadra del Regno Unito in un concorso di matematica di fama internazionale. Il film è stato presentato in anteprima il 5 settembre 2014 al Toronto International Film Festival e fu distribuito nei cinema del Regno Unito il 13 marzo 2015. La performance di Butterfield ricevette un ampio consenso della critica, e lo vide nominare per il BIFA Award come miglior attore.

Più tardi nel 2013, Butterfield è stato segnalato per essere in trattativa per un ruolo in King of Kastle e a maggio, è stato scelto per il film The White Circus con la sua collega, membro del cast di Hugo Cabret, Chloë Grace Moretz. All'inizio del 2014, Butterfield è stato scelto per un adattamento cinematografico di Ten Thousand Saints. Le riprese sono iniziate il 27 gennaio 2014 e il film è stato distribuito il 14 agosto 2015.

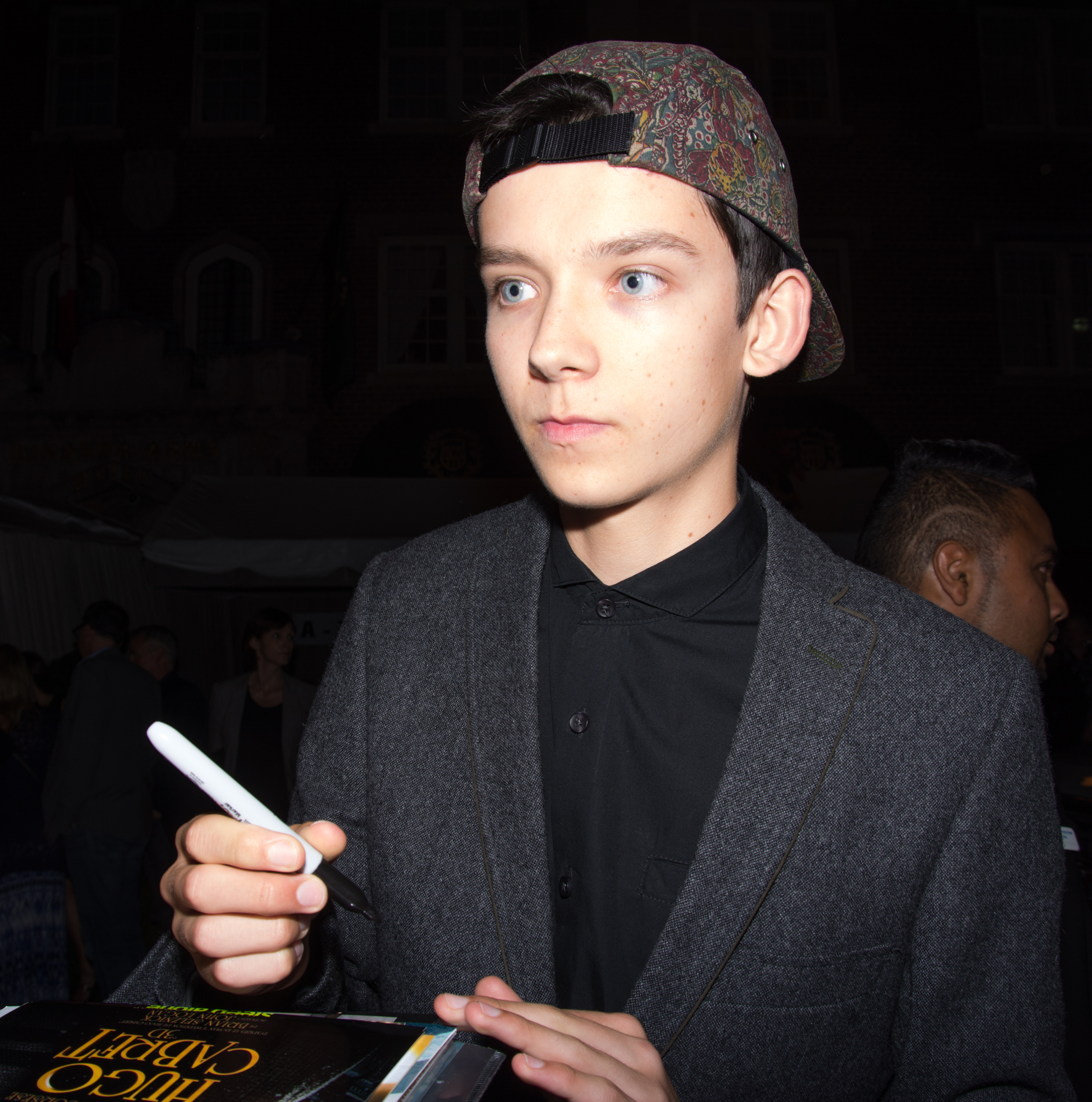
Asa Butterfield ai TIFF nel 2014

Nel novembre 2015 è entrato nel cast dell'ensemble del terzo film di Shane Carruth, The Modern Ocean, insieme a Anne Hathaway, Keanu Reeves, Daniel Radcliffe, Chloë Grace Moretz, Tom Holland, Jeff Goldblum e Abraham Attah.
Nel 2016 ha recitato nei panni di Jacob "Jake" Portman in Miss Peregrine - La casa dei ragazzi speciali, basato sul romanzo omonimo, accanto a Eva Green. Ha anche interpretato Gardner Elliot nel film Lo spazio che ci unisce e Sebastian in The House of Tomorrow nel 2017. Per ottenere questo ruolo, Asa ha dovuto imparare a suonare in modo punk.
Nel 2018, Butterfield è stato scelto per il ruolo principale di Otis Milburn nella serie commedia Netflix, Sex Education. La serie è andata in onda l'11 gennaio 2019, con grande successo della critica.

### Altre attività
Butterfield si diverte a produrre musica, ha rilasciato un mashup delle canzoni " Teenage Dirtbag " di Wheatus e " Making Plans For Nigel " dei XTC nel 2004. Alla fine del 2012, Butterfield ha co-progettato un videogioco per iPad con suo padre e suo fratello chiamato "Racing Blind". Il gioco è stato distribuito su App Store il 7 aprile 2013.
Butterfield è coinvolto nel mondo degli E-sport competitivi, su piattaforme Nintendo. Nel 2017, ha giocato nei campionati del mondo Nintendo, dove è stato eliminato alle fasi preliminari. È un giocatore competitivo a Super Smash Bros. e ha firmato un contratto eSports con la squadra Panda Global sotto il gametag "Stimpy". Il suo debutto nella squadra è avvenuto nel torneo Genesis 6.

## Filmografia

### Cinema

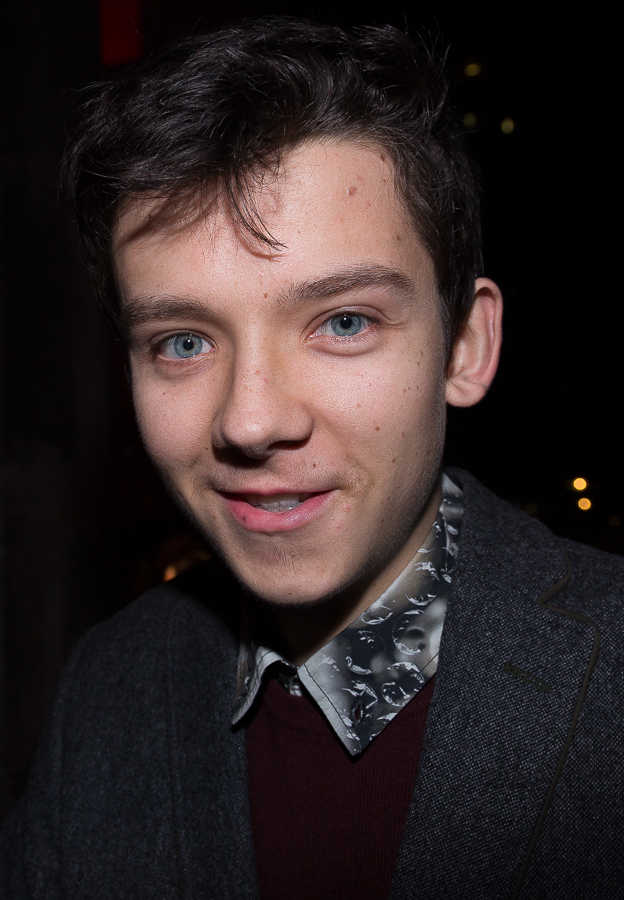
Asa Butterfield nel 2014

- Son of Rambow - Il figlio di Rambo (Son of Rambow), regia di Garth Jennings (2007)
- Il bambino con il pigiama a righe (The Boy in the Striped Pyjamas), regia di Mark Herman (2008)
- Wolfman (The Wolfman), regia di Joe Johnston (2010)
- Tata Matilda e il grande botto (Nanny McPhee and the Big Bang), regia di Susanna White (2010)
- Hugo Cabret (Hugo), regia di Martin Scorsese (2011)
- Ender's Game, regia di Gavin Hood (2013)
- X+Y, regia di Morgan Matthews (2014)
- Ten Thousand Saints, regia di Shari Springer Berman e Robert Pulcini (2015)
- Miss Peregrine - La casa dei ragazzi speciali (Miss Peregrine's Home for Peculiar Children), regia di Tim Burton (2016)
- Lo spazio che ci unisce (The Space Between Us), regia di Peter Chelsom (2017)
- The House of Tomorrow, regia di Peter Livolsi (2017)
- 1918 - I giorni del coraggio (Journey's End), regia di Saul Dibb (2017)
- Time After Time (Time Freak), regia di Andrew Bowler (2018)
- Slaughterhouse spacca (Slaughterhouse Rulez), regia di Crispian Mills (2018)
- Alla fine ci sei tu (Then Came You), regia di Peter Hutchings (2019)
- Greed - Fame di soldi (Greed), regia di Michael Winterbottom (2019)
- Choose or Die, regia di Toby Meakins (2022)
- Il tuo Natale o il mio? (Your Christmas or Mine?), regia di Jim O'Hanlon (2022)
- Flux Gourmet, regia di Peter Strickland (2022)
- All Fun and Games, regia di Ari Costa e Eren Celeboglu (2023)
- Il tuo Natale o il mio 2 (Your Christmas or Mine 2), regia di  Jim O'Hanlon (2023)

### Televisione
- After Thomas, regia di Simon Shore – film TV (2006)
- Ashes to Ashes – serie TV, episodio 1x06 (2008)
- Merlin – serie TV, episodi 1x08, 2x03 e 2x11 (2008-2009)
- Sex Education – serie TV (2019-2023)

## Riconoscimenti
- British Independent Film Awards 2008: nomination "migliore attore esordiente" per Il bambino con il pigiama a righe (2008)
- Young Artist Awards 2008: "migliore attore giovane" per Il bambino con il pigiama a righe (2008)
- Critics' Choice Movie Award: nomination "miglior giovane interprete" per Ender's Game (2013)
- Saturn Award per il miglior attore emergente: nomination per Hugo Cabret (2012)
- Saturn Award per il miglior attore emergente: nomination per Ender's Game (2014)

## Doppiatori italiani
Nelle versioni in italiano dei suoi lavori, Asa Butterfield è stato doppiato da:
- Andrea Di Maggio in Wolfman, Hugo Cabret, Ender's Game, Sex Education, Slaughterhouse Rulez, Choose or Die
- Manuel Meli in Merlin, Miss Peregrine - La casa dei ragazzi speciali, Lo spazio che ci unisce, Il tuo Natale o il mio?, Il tuo Natale o il mio 2
- Ruggero Valli ne Il bambino con il pigiama a righe, Tata Matilda e il grande botto
- Andrea Oldani in Ten Thousand Saints, Alla fine ci sei tu, Greed - Fame di soldi
- Federico Campaiola in 1918 - I giorni del coraggio
- Lorenzo Del Romano in X+Y[19]